# Садерн Шорс (Северна Каролина)
Садерн Шорс (енгл. Southern Shores) град је у америчкој савезној држави Северна Каролина.

## Демографија
По попису из 2010. године број становника је 2.714, што је 513 (23,3%) становника више него 2000. године.
| Група             | 2000.         | 2010.         |
| Белци             | 2.142 (97,3%) | 2.621 (96,6%) |
| Афроамериканци    | 2 (0,1%)      | 7 (0,3%)      |
| Азијати           | 5 (0,2%)      | 16 (0,6%)     |
| Хиспаноамериканци | 34 (1,5%)     | 42 (1,5%)     |
| Укупно            | 2.201         | 2.714         |